# PDX Football Club
PDX Football Club é um clube de futebol de Portland, Oregon, Estados Unidos. Foi criado em 2017 e joga na Região Oeste da National Premier Soccer League, Northwest Conference. 

## História
O PDX FC foi fundado por Luke Babson, treinador assistente da Western Oregon University, e Max Babson, produtor de mídia da BeIN Sports e da Pac-12 Network. O clube foi anunciado como uma franquia de expansão da NPSL em 13 de fevereiro de 2017, ingressando na Northwest Conference para a temporada de 2017. Durante a temporada inaugural, o clube não se classificou aos playoffs por apenas dois pontos, terminando em terceiro na tabela. O PDX FC perdeu os playoffs novamente em 2018; no entanto, o meio-campista Ryo Asai foi o melhor XI da conferência.